# Langue des jeunes
 (juillet 2025).
Motif : Peu de sources montrant la notoriété et l'intérêt encyclopédique de cette notion. Les jeunes en France parlent la langue de leur société, et quand des néologismes voient le jour, les réseaux sociaux se chargent de diffuser les néologismes dans le monde des adultes [exemple parmi d'autres : « avoir le seum »]. Imagine-t-on une « langue des vieux » ou une « langue des ruraux » ou une « langue des femmes » ?
- Archive Wikiwix
- Bing
- Cairn
- DuckDuckGo
- E. Universalis
- Gallica
- Google
- G. Books
- G. News
- G. Scholar
- Persée
- Qwant
- (zh) Baidu
- (ru) Yandex

| 1. | Préciser le motif de la pose du bandeau. | Précisez le motif de la pose du bandeau en utilisant la syntaxe suivante : {{admissibilité à vérifier\|date=juillet 2025\|motif=remplacez ce texte par le motif}}                      |
| 2. | Informer les utilisateurs concernés.     | Pensez à avertir le créateur de l'article, par exemple, en insérant le code ci-dessous sur sa page de discussion : {{subst:avertissement admissibilité à vérifier\|Langue des jeunes}} |

En langue française, la langue des jeunes est une variété linguistique du français qui est propre à un groupe social spécifique et qui est surtout utilisée dans un registre familier. D’autres termes qui illustrent le même phénomène sont : le langage de jeunes, le parler jeune ou encore le français contemporain des cités. La notion « jeunes » doit être comprise comme une construction identitaire et non comme une catégorie strictement liée à l’âge. Ainsi l’utilisation de la langue des jeunes n’est pas limitée à une classe d'âge spécifique. La langue des jeunes se caractérise par l’utilisation de certains codes comme le verlan, les emprunts à d’autres langues, une morphosyntaxe unique, la création lexicale, etc.,.

## Quelques caractéristiques de la langue des jeunes
La langue des jeunes se caractérise par l'utilisation de plusieurs codes.

### Le verlan
Bien que certaines personnes considèrent le verlan comme dépassé, il a depuis longtemps marqué la langue des jeunes. On retrouve toujours des mots verlanisés dans le langage de jeunes, par exemple dans les chansons de rap. Un exemple classique est le mot meuf. Ce mot est le verlan du mot femme. D’autres exemples du verlan sont : reuf (pour frère), chelou (pour louche), téci (pour cité). 
Le verlan avait au départ une fonction cryptique, permettant de rendre l'identification des mots difficile pour les non-initiés. En devenant plus courant, le verlan est devenu aussi plus facile à décoder. Par conséquent, certains mots ont subi une reverlanisation. La reverlanisation consiste à appliquer les règles du verlan à un mot déjà verlanisé. Par exemple quand on applique le verlan au mot arabe, celui-ci devient beur. Si on applique le verlan une deuxième fois, le résultat sera rebeu. 
Certains mots et expressions sont parfois modifiés de telle manière qu’on ne reconnait plus facilement le mot français d’origine. De plus, il arrive que le verlan introduise un changement de sens. Un exemple est le mot verlanisé chanmé (de méchant). Alors que le mot de base a un sens négatif, la version verlanisée est utilisée positivement, par exemple dans l’énoncé « Le cours, il était chanmé, on a trop bien rigolé avec le prof ».

### Troncation
La troncation est le procédé d’abrègement d’un mot par suppression d’une ou plusieurs syllabes. Ce procédé est un trait caractéristique de toute pratique argotique. La langue des jeunes connait beaucoup de mots qui sont construits par apocope et aphérèse.

#### Apocope
Dans les mots qui sont construits par apocope, la fin du mot est coupée, comme dans brelic pour brelica (verlan de calibre « revolver ») téç pour téci (verlan de cité). 

#### Aphérèse
Dans les mots qui sont construits par aphérèse, le début du mot est coupé, comme dans blème (pour problème) ou dans zic (pour musique).  

### Les emprunts à d’autres langues
Nous observons que les autres langues comme l’arabe, le berbère, le tzigane et d’autres langues africaines ont fortement influencé la langue des jeunes en français. Il y a des mots étrangers qui sont directement empruntés dans la langue des jeunes, par exemple le mot maboul qui signifie « fou, idiot » et qui est emprunté de l’arabe mahbûl (« fou »). Un autre exemple est l’utilisation de wesh pour signifier « bonjour ». De nos jours, la langue des jeunes emprunte aussi plus de mots anglais. Nous voyons par exemple souvent l’utilisation de cool surtout sur les réseaux sociaux.